# Aeroportul Municipal Blosser
Aeroportul Municipal Blosser (IATA: CNK, ICAO: KCNK, FAA LID: CNK) este un aeroport din Kansas, Statele Unite ale Americii ce deservește zona Concordia⁠(d).
Situat la o altitudine de 453 m, aeroportul dispune de 3 piste.

## Infrastructură

### Piste
Aeroportul dispune de 3 piste: 
- pista 03/21 din Iarbă, cu dimensiunile 1.665 picioare × 255 picioare
- pista 12/30 din Iarbă, cu dimensiunile 2.243 picioare × 265 picioare
- pista 17/35 din asfalt, cu dimensiunile 3.601 picioare × 60 picioare